# Zilus horni
Zilus horni – gatunek chrząszcza z rodziny biedronkowatych i podrodziny Coccinellinae.

## Taksonomia
Gatunek ten opisany został po raz pierwszy w 1985 roku przez Roberta Gordona na łamach „Journal of the New York Entomological Society”. Jako miejsce typowe wskazano Piney Point w hrabstwie St. Mary's w stanie Maryland. Epitet gatunkowy nadano na cześć koleopterologa George’a Henry’ego Horna.

## Morfologia
Chrząszcz o podługowato-owalnym ciele długości od 1,4 do 1,6 mm i szerokości około 1 mm. Zarys ciała jest węższy niż u Z. subtropicus. Głowa jest owłosiona, czarna z żółtawobrązowymi narządami gębowymi i czułkami, pokryta grubymi punktami oddalonymi na odległości mniejsze niż swoje średnice. Policzki zachodzą na oczy złożone. Czułki są bardzo krótkie, zbudowane z dziesięciu członów, z których trzy ostatnie formują zwartą buławkę. Ostatni człon głaszczków szczękowych jest siekierowaty. Przedplecze jest czarne, owłosione, na przedzie głęboko wykrojone, o wystających kątach przednio-bocznych i lekko rozpłaszczonych brzegach bocznych, po bokach pokryte grubymi punktami oddalonymi na odległości nie większe niż swoje średnice, na dysku zaś pokryte punktami drobnymi, rozstawionymi na odległości wynoszące od jednej do dwóch średnic. Pokrywy są czarne, praktycznie nagie. Odnóża są żółtawobrązowe, zakończone pseudotrójczłonowymi stopami o pazurkach z zębem nasadowym. Spód ciała jest czarny, gładki, pośrodku drobno punktowany, po bokach z punktowaniem grubym i skórzastą mikrorzeźbą. Samiec ma symetryczne genitalia. Samica cechuje się wąskim i wydłużonym infundibulum.

## Rozprzestrzenienie
Owad nearktyczny, endemiczny dla wschodu Stanów Zjednoczonych. Rozmieszczony jest od południowych wybrzeży Jeziora Michigan przez Indianę, Ohio, Wirginię Zachodnią, Wirginię, Maryland, Delaware, Karolinę Północną, wschodnią Karolinę Południową i nabrzeżną Georgię po wschodnią Florydę.